# Йозеф Рінтелен
Йозеф «Юпп» Рінтелен (нім. Josef „Jupp“ Rintelen; 7 березня 1897, Ельсдорф — 14 липня 1981, Гамбург) — німецький воєначальник, генерал-лейтенант вермахту. Кавалер Лицарського хреста Залізного хреста.

## Біографія
Син службовця телеграфної служби. 1 вересня 1915 року вступив добровольцем в Імперську армію. Учасник Першої світової війни. 9 квітня 1920 року демобілізований і 15 червня вступив у поліцію. 15 жовтня 1935 року перейшов у вермахт.
З 26 серпня 1939 року — командир 1-го батальйону 478-го піхотного полку, з 15 листопада 1940 року — 222-го піхотного полку. 31 травня 1942 року відправлений в резерв фюрера. З 5 вересня 1942 року — командир 931-го піхотного, з 15 листопада 1942 року — 713-го гренадерського полку. 20 січня 1944 року відправлений в резерв ОКГ. З 3 лютого по 1 березня проходив курс командира дивізії. 25 квітня відряджений в Кадрове управління сухопутних військ як резервний командир дивізії. З 1 травня — заступник командира 131-ї піхотної дивізії. 15 червня відряджений в групу армій «Північна Україна» як заступник командира дивізії. З 7 по 31 липня — заступник командира 253-ї піхотної дивізії. З 2 серпня — німецький комендант Бескид. З 12 вересня — командир 357-ї піхотної дивізії. 9 травня 1945 року потрапив в американський полон.

## Звання
- Доброволець (1 вересня 1915)
- Фенріх (16 грудня 1917)
- Лейтенант без патенту (3 березня 1918)
- Оберлейтенант поліції (1 листопада 1923)
- Гауптман поліції (1 жовтня 1929)
- Гауптман (15 жовтня 1935)
- Майор (1 серпня 1936)
- Оберстлейтенант (1 січня 1940)
- Оберст (1 червня 1941)
- Генерал-майор (1 серпня 1944)
- Генерал-лейтенант (16 березня 1945)

## Нагороди
- Залізний хрест 2-го і 1-го класу
- Нагрудний знак «За поранення» в сріблі
- Почесний хрест ветерана війни з мечами
- Медаль «За вислугу років у Вермахті» 4-го, 3-го і 2-го класу (18 років)
- Застібка до Залізного хреста 2-го і 1-го класу
- Штурмовий піхотний знак в сріблі
- Лицарський хрест Залізного хреста (5 серпня 1940)
- Медаль «За зимову кампанію на Сході 1941/42»
- Нагрудний знак «За поранення» в золоті
- Німецький хрест в золоті (1 лютого 1945)